# オイティン音楽祭

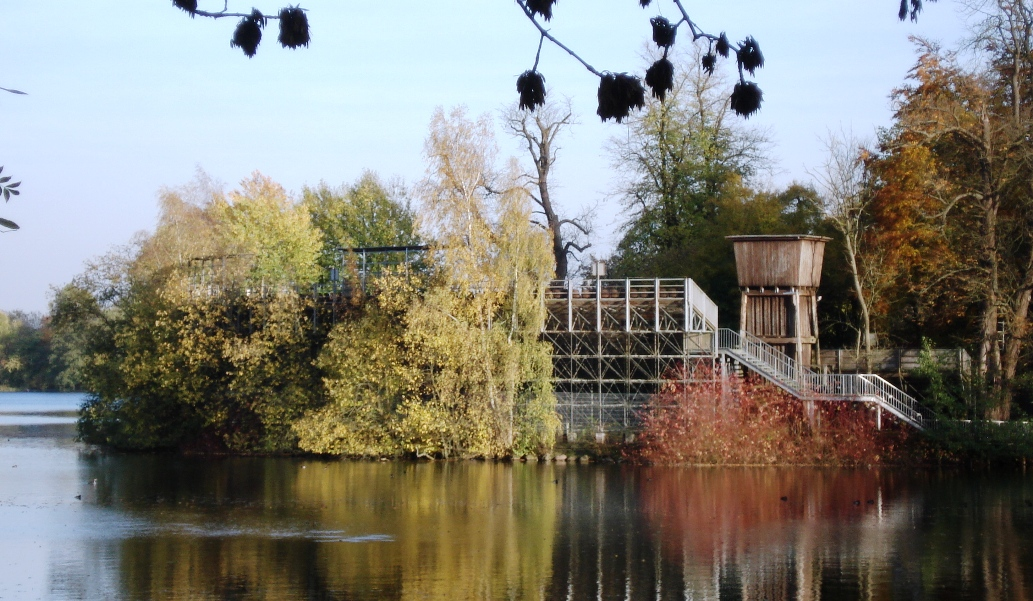
大オイティン湖畔の野外劇場

オイティン音楽祭（ドイツ語: Eutiner Festspiele）は、ドイツのシュレースヴィヒ＝ホルシュタイン州のオイティンで毎年7月から8月にかけて開催されるオペラ音楽祭。

## 概要
1951年、オイティン出身の作曲家カール・マリア・フォン・ウェーバーの没後125年を記念して音楽祭が開催され、『魔弾の射手』が上演された。以後毎年、オペラやオペレッタ、ガラコンサートが上演されている。会場は大オイティン湖畔にあるオイティン城の野外劇場で、収容能力は1886席、毎年4万人を動員する。これまでにバロック・オペラから20世紀のオペラまで43作品が上演されているが、その中で『魔弾の射手』は40シーズン上演されている。
レジデンス・オーケストラはハンブルク交響楽団で、これまでにテオ・アダム、ニコライ・ゲッダ、ルネ・コロ、クルト・モル、ヘルマン・プライなどが登場している。